# P (operator)
p (ang. power, czyli potęga, wykładnik potęgowy) jest w chemii fizycznej operatorem o wyniku działania równym logarytmowi dziesiętnemu z danej liczby wziętemu ze znakiem przeciwnym. Dziedziną operatora p są wszystkie liczby dodatnie (dziedzina logarytmu):
{\displaystyle \mathrm {p} (X)=-\log _{10}(X).}
Wynik działania operatora zapisujemy jako {\displaystyle \mathrm {p} X} (bez nawiasów):
{\displaystyle \mathrm {p} X\equiv \mathrm {p} (X).}
Operator ten wykorzystywany jest w chemii, szczególnie w chemii fizycznej do podawania bardzo małych liczb (o dużym ujemnym wykładniku dziesiętnym), zwłaszcza gdy cały lub prawie cały zakres dopuszczalnych lub spodziewanych wartości jakiejś wielkości leży poniżej jedności, czyli najczęściej gdy:
{\displaystyle 0<X\ll 1.}
Przykłady:
- {\displaystyle \mathrm {p} c=-\log _{10}c} (c – stężenie), w tym najważniejsze:
  - {\displaystyle \mathrm {pH} =-\log _{10}[\mathrm {H} ^{+}]} ([H+] – stężenie jonów wodorowych, patrz: skala pH)
  - {\displaystyle \mathrm {pOH} =-\log _{10}[\mathrm {OH} ^{-}]} ([OH−] – stężenie jonów wodorotenowych)
  - {\displaystyle \mathrm {p} X} – spotykane jako pc dla halogenków X−
- {\displaystyle \mathrm {p} K=-\log _{10}K} (K – stała równowagi), najważniejsze:
  - pKa (Ka – stała dysocjacji kwasowej), także pKa1, pKa2 … – stałe stopniowe
  - pKb (Kb – stała dysocjacji zasadowej), także pKb1, pKb2 … – stałe stopniowe
  - pKh (Kh – stała hydrolizy)
  - pKw (Kw – iloczyn jonowy wody)
  - pIr lub pKso (Kso lub Ir – iloczyn rozpuszczalności soli)
  - pKi (Ki, i=1.n, stałe nietrwałości kompleksu – stałe trwałości βi z reguły podaje się jako logβi)